# Otto Marchi
Otto Marchi (* 13. April 1942 in Luzern, Schweiz; † 26. Dezember 2004 in Khao Lak, Thailand) war ein Schweizer Schriftsteller und Journalist.

## Leben und Werk
Marchi schloss seine Studien in Zürich als promovierter Historiker und Germanist ab. Er arbeitete als Journalist für die Weltwoche und die Luzerner Neuesten Nachrichten. Seit 1987 unterrichtete er Sprache und Literatur an der Hochschule für Gestaltung und Kunst in Luzern.
1971 debütierte Marchi mit der Schweizer Geschichte für Ketzer, in der er kritisch den Mythos Tell hinterfragte, sowie der Veröffentlichung seiner überarbeiteten Dissertation über den Sonderbundkrieg. Es folgten die Romane Rückfälle (1978), Sehschule (1983) und Landolts Rezept (1989). Sein letzter Roman Soviel ihr wollt (1994) war als vermeintlicher Schlüsselroman umstritten, da er auf einer wahren Liebesgeschichte zwischen einem bekannten Priesterdichter (Joseph Vital Kopp) und einer verheirateten Künstlerin basierte. Er arbeitete an einem neuen Roman, als er ein Opfer des Tsunamis in Thailand wurde. Zu dieser Zeit lebte er (auch) in Berlin.
Sein Nachlass befindet sich im Schweizerischen Literaturarchiv in Bern.

## Werke
- Der erste Freischarenzug. Lang, Bern 1971 (= Diss. Zürich 1971).
- Schweizer Geschichte für Ketzer oder die wunderbare Entstehung der Eidgenossenschaft. Praeger, Zürich 1971; Rotpunktverlag, Zürich 1985, ISBN 3-85869-035-X.
- Rückfälle. Roman. S. Fischer, Frankfurt am Main 1978, ISBN 3-596-22302-4.
- Sehschule. Roman. S. Fischer, Frankfurt am Main 1983, ISBN 3-596-22332-6.
- Landolts Rezept. Roman. Frankfurter Verlagsanstalt, Frankfurt am Main 1989, ISBN 3-627-10090-5.
- Soviel ihr wollt. Roman. Nagel und Kimche, Zürich 1994, ISBN 3-312-00200-1.